# Pablo Movilla
Pablo Movilla Ramos (Badajoz, 31 de octubre de 1987) es un jugador de baloncesto profesional de nacionalidad española que juega actualmente en el Tremblay de la NM2 francesa (cuarto nivel).

## Biografía
Se formó como jugador en las categorías inferiores del Unicaja Málaga. En la temporada 2006/07 alterna su participación en Primera División con el Unicaja con el Clínicas Rincón Axarquía, equipo vinculado del propio Unicaja con el que participa en la liga LEB 2.
Desde la temporada 2007/08 hasta la 2009/10 juega ya como miembro de pleno derecho de la plantilla en el Clínicas Rincón con el que la temporada 2007/08 llega a disputar la final a 4 de ascenso a la LEB Oro. Esa misma temporada llegó a debutar en la liga ACB disfrutando de algunos instantes de juego en el partido que enfrentó al Unicaja y al Grupo Begar León.
En junio de 2010 ficha por el Cáceres 2016, convirtiéndose en el quinto extremeño en la historia, desde su fundación, en defender los colores del conjunto cacereño.

## Trayectoria
- Categorías inferiores Unicaja Málaga.
- 2007-2008 LEB Plata. Clínicas Rincón Axarquía.
- 2008-2010 LEB Oro. Clínicas Rincón Axarquía.
- 2010-2011 LEB Oro. Cáceres Ciudad del Baloncesto.
- 2011-2013 LEB Plata. Club Ourense Baloncesto.
- 2013-2014 Regionalliga. FC Schalke 04. Alemania.
- 2014-2015 NM2. Tremblay. Francia.